# Nora Ricci
Nora Ricci (Viareggio,19 de julio de 1924 – Roma, 16 de abril de 1976) fue una actriz teatral, cinematográfica y televisiva italiana.

## Biografía
Nacida en Viareggio, Italia, su nombre completo era Eleonora Ricci. Sus padres eran los intérpretes Renzo Ricci y Margherita Bagni y, tras la separación de sus padres, pasó su infancia con su abuela paterna Adolfa Ciapini, en Florencia, volviendo a Viareggio únicamente en verano, a casa de su abuelo paterno, Ermete Zacconi.
A los 17 años de edad dejó la escuela y fue a Roma para entrar en la Regia Accademia d'arte drammatica.
En 1941 conoció en la Accademia a un atractivo actor, de padre alemán y madre genovesa, Vittorio Gassman, del cual acabaría enamorándose. Ambos se reencontraron tras finalizar su formación en la misma compañía teatral, la de Laura Adani, casándose en 1943 y separándose en 1952. Tuvieron una hija, la actriz Paola Gassman, nacida en 1945.
Nora Ricci falleció en Roma el 16 de abril de 1976, a los 51 años de edad, a causa de una enfermedad hepática.

## Carrera
Ricci fue sobre todo una actriz teatral, aunque también actuó con éxito en la televisión. Su trabajo en el cine fue más marginal e inconsistente, limitándose a actuaciones en papeles en ocasiones significativos, pero de reparto, como en el caso de Signore & signori, de Pietro Germi, en 1965.
Tuvo una larga colaboración con Luchino Visconti, iniciada en 1951 con Bellísima, y que se extendió a filmes como La caída de los dioses (1969), Muerte en Venecia (1971) y Ludwig (1973).
Para la televisión interpretó el papel de Giselda en el drama televisivo de 1972 Sorelle Materassi, basada en la novela de Aldo Palazzeschi. Otra producción destacada en la que participó fue La fiera della vanità, de Anton Giulio Majano, en 1967.

## Teatro
- La macchina da scrivere (1945), de Jean Cocteau, dirección de Luchino Visconti, con Ernesto Calindri y Antonio Battistella, entre otros.

## Filmografía

### Cine
- Bellísima, de Luchino Visconti (1951)
- Il medico dei pazzi, de Mario Mattoli (1954)
- Il motivo in maschera, de Stefano Canzio (1955)
- Le diciottenni, de Mario Mattoli (1955)
- Vita privata, de Louis Malle (1962)
- Il giorno più corto, de Sergio Corbucci (1963)
- Signore & signori, de Pietro Germi (1966)
- Le streghe, de Luchino Visconti (1967)
- Tenderly, de Franco Brusati (1968)
- La matriarca, de Pasquale Festa Campanile (1968)
- Metti, una sera a cena, de Giuseppe Patroni Griffi (1969)
- La caída de los dioses, de Luchino Visconti (1969)
- Muerte en Venecia, de Luchino Visconti (1971)
- Roma bene, de Carlo Lizzani (1971)
- Ludwig, de Luchino Visconti (1972)
- El portero de noche, de Liliana Cavani (1974)

### Televisión
- L'amica delle mogli (1970), de Luigi Pirandello, dirección de Giorgio De Lullo, con Elsa Albani y Gino Pernice, entre otros.
- Giuseppe Verdi (1963, 1964), dirección de Mario Ferrero, con Sergio Fantoni y Silvano Tranquilli, entre otros.
- La fiera della vanità (1967), de Anton Giulio Majano
- Gallina vecchia (1968), dirección de Augusto Novelli, con Sarah Ferrati y Renzo Montagnani.
- Come un uragano (1971), dirección de Silverio Blasi, con Alberto Lupo y Delia Boccardo.
- Sorelle Materassi (1972), dirección de Mario Ferrero, con Sarah Ferrati y Rina Morelli.
- Il Commissario De Vincenzi (1974), con Paolo Stoppa y Lia Tanzi. Episodio "Il mistero delle tre orchidee".
- Nel mondo di Alice (1974), dirección de Guido Stagnaro, con Milena Vukotic y Lidia Costanzo.
- Anna Karenina (1974), dirección de Sandro Bolchi,  con Lea Massari y Giancarlo Sbragia.